# Europees kampioenschap voetbal 2016 (Groep B) Engeland - Rusland
Dit artikel gaat over de wedstrijd in de groepsfase in groep B tussen Engeland en Rusland die gespeeld werd op zaterdag 11 juni 2016 tijdens het Europees kampioenschap voetbal 2016. Het duel was voor beide landen de eerste groepswedstrijd.

## Voorafgaand aan de wedstrijd
- Engeland stond bij aanvang van het toernooi op de elfde plaats van de FIFA-wereldranglijst. Rusland bivakkeerde op de negenentwintigste plaats van de FIFA-wereldranglijst.
- De nationale elftallen van Engeland en Rusland speelden twee keer eerder tegen elkaar. Daarvan wonnen beide ploegen er een. Engeland scoorde vier keer tegen Rusland en andersom twee keer.[1]

## Wedstrijdgegevens
| Datum                | 11 juni 2016                         | 11 juni 2016                         |
| Wedstrijdnummer      | 4                                    | 4                                    |
| Stadion              | Stade Vélodrome, Marseille           | Stade Vélodrome, Marseille           |
| Toeschouwers         | 62.343                               | 62.343                               |
| Scheidsrechter       | Nicola Rizzoli                       | Nicola Rizzoli                       |
| Assistenten          | Elenito Di Liberatore Mauro Tonolini | Elenito Di Liberatore Mauro Tonolini |
| Vierde official      | Anastasios Sidiropoulos              | Anastasios Sidiropoulos              |
| Man van de wedstrijd | Eric Dier                            | Eric Dier                            |
|                      | Engeland                             | Rusland                              |
| Doelpunten           | 1                                    | 1                                    |
| Gele kaarten         | 1                                    | 1                                    |
| Rode kaarten         | 0                                    | 0                                    |
| Wissels              | 2                                    | 3                                    |
| Schoten op doel      | 6                                    | 2                                    |
| Schoten naast doel   | 8                                    | 3                                    |
| Overtredingen        | 9                                    | 16                                   |
| Hoekschoppen         | 6                                    | 4                                    |
| Buitenspel           | 6                                    | 2                                    |
| Balbezit (%)         | 52                                   | 48                                   |

| Engeland | 1 – 1           | Rusland |
| Eric Dier 73' | goals (assists) | 90+2' Vasili Berezoetski |
| Roy Hodgson | bondscoach      | Leonid Sloetski |
| Joe Hart Danny Rose Chris Smalling Gary Cahill Kyle Walker Dele Alli Eric Dier Wayne Rooney 78' Raheem Sterling 87' Harry Kane Adam Lallana | opstellingen    | Igor Akinfejev Georgi Sjtsjennikov Sergej Ignasjevitsj Vasili Berezoetski Igor Smolnikov 77' Aleksandr Golovin Oleg Sjatov 83' Roman Neustädter 85' Fjodor Smolov Artjom Dzjoeba Aleksandr Kokorin |
| Jack Wilshere 78' James Milner 87' | wissels         | 77' Roman Sjirokov 80' Denis Gloesjakov 85' Pavel Mamajev |
| Gary Cahill 62' | gele kaarten    | 72' Georgi Sjtsjennikov |
| | rode kaarten    | |

## Wedstrijden
| Groepswedstrijden | | | | | | | | | | | | | | | | | | | | | | | |
| Groep A | Groep A | Groep A | Groep A | Groep B | Groep B | Groep B | Groep B | Groep C | Groep C | Groep C | Groep C | Groep D | Groep D | Groep D | Groep D | Groep E                                                                                            | Groep E                                                                                            | Groep E                                                                                            | Groep E                                                                                            | Groep F | Groep F | Groep F | Groep F |
| Frankrijk – Roemenië Albanië – Zwitserland Roemenië – Zwitserland Frankrijk – Albanië Roemenië – Albanië Zwitserland – Frankrijk | Frankrijk – Roemenië Albanië – Zwitserland Roemenië – Zwitserland Frankrijk – Albanië Roemenië – Albanië Zwitserland – Frankrijk | Frankrijk – Roemenië Albanië – Zwitserland Roemenië – Zwitserland Frankrijk – Albanië Roemenië – Albanië Zwitserland – Frankrijk | Frankrijk – Roemenië Albanië – Zwitserland Roemenië – Zwitserland Frankrijk – Albanië Roemenië – Albanië Zwitserland – Frankrijk | Wales – Slowakije Engeland – Rusland Rusland – Slowakije Engeland – Wales Rusland – Wales Slowakije – Engeland | Wales – Slowakije Engeland – Rusland Rusland – Slowakije Engeland – Wales Rusland – Wales Slowakije – Engeland | Wales – Slowakije Engeland – Rusland Rusland – Slowakije Engeland – Wales Rusland – Wales Slowakije – Engeland | Wales – Slowakije Engeland – Rusland Rusland – Slowakije Engeland – Wales Rusland – Wales Slowakije – Engeland | Polen – Noord-Ierland Duitsland – Oekraïne Oekraïne – Noord-Ierland Duitsland – Polen Oekraïne – Polen Noord-Ierland – Duitsland | Polen – Noord-Ierland Duitsland – Oekraïne Oekraïne – Noord-Ierland Duitsland – Polen Oekraïne – Polen Noord-Ierland – Duitsland | Polen – Noord-Ierland Duitsland – Oekraïne Oekraïne – Noord-Ierland Duitsland – Polen Oekraïne – Polen Noord-Ierland – Duitsland | Polen – Noord-Ierland Duitsland – Oekraïne Oekraïne – Noord-Ierland Duitsland – Polen Oekraïne – Polen Noord-Ierland – Duitsland | Turkije – Kroatië Spanje – Tsjechië Tsjechië – Kroatië Spanje – Turkije Tsjechië – Turkije Kroatië – Spanje | Turkije – Kroatië Spanje – Tsjechië Tsjechië – Kroatië Spanje – Turkije Tsjechië – Turkije Kroatië – Spanje | Turkije – Kroatië Spanje – Tsjechië Tsjechië – Kroatië Spanje – Turkije Tsjechië – Turkije Kroatië – Spanje | Turkije – Kroatië Spanje – Tsjechië Tsjechië – Kroatië Spanje – Turkije Tsjechië – Turkije Kroatië – Spanje | Ierland – Zweden België – Italië Italië – Zweden België – Ierland Italië – Ierland Zweden – België | Ierland – Zweden België – Italië Italië – Zweden België – Ierland Italië – Ierland Zweden – België | Ierland – Zweden België – Italië Italië – Zweden België – Ierland Italië – Ierland Zweden – België | Ierland – Zweden België – Italië Italië – Zweden België – Ierland Italië – Ierland Zweden – België | Oostenrijk – Hongarije Portugal – IJsland IJsland – Hongarije Portugal – Oostenrijk IJsland – Oostenrijk Hongarije – Portugal | Oostenrijk – Hongarije Portugal – IJsland IJsland – Hongarije Portugal – Oostenrijk IJsland – Oostenrijk Hongarije – Portugal | Oostenrijk – Hongarije Portugal – IJsland IJsland – Hongarije Portugal – Oostenrijk IJsland – Oostenrijk Hongarije – Portugal | Oostenrijk – Hongarije Portugal – IJsland IJsland – Hongarije Portugal – Oostenrijk IJsland – Oostenrijk Hongarije – Portugal |
| Achtste finales | | | | | | | | | | | | | | | | | | | | | | | |
| Zwitserland – Polen | Zwitserland – Polen | Zwitserland – Polen | Wales – Noord-Ierland | Wales – Noord-Ierland                                                                                          | Wales – Noord-Ierland                                                                                          | Kroatië – Portugal                                                                                             | Kroatië – Portugal                                                                                             | Kroatië – Portugal | Frankrijk – Ierland | Frankrijk – Ierland | Frankrijk – Ierland | Duitsland – Slowakije                                                                                       | Duitsland – Slowakije                                                                                       | Duitsland – Slowakije                                                                                       | Hongarije – België                                                                                          | Hongarije – België                                                                                 | Hongarije – België                                                                                 | Italië – Spanje                                                                                    | Italië – Spanje                                                                                    | Italië – Spanje | Engeland – IJsland | Engeland – IJsland | Engeland – IJsland |
| Kwartfinales | | | | | | | | | | | | | | | | | | | | | | | |
| Polen – Portugal | Polen – Portugal | Polen – Portugal | Polen – Portugal | Polen – Portugal                                                                                               | Polen – Portugal                                                                                               | Wales – België                                                                                                 | Wales – België                                                                                                 | Wales – België | Wales – België | Wales – België | Wales – België | Duitsland – Italië                                                                                          | Duitsland – Italië                                                                                          | Duitsland – Italië                                                                                          | Duitsland – Italië                                                                                          | Duitsland – Italië                                                                                 | Duitsland – Italië                                                                                 | Frankrijk – IJsland                                                                                | Frankrijk – IJsland                                                                                | Frankrijk – IJsland | Frankrijk – IJsland | Frankrijk – IJsland | Frankrijk – IJsland |
| Halve finales | | | | | | | | | | | | | | | | | | | | | | | |
| Portugal – Wales | Portugal – Wales | Portugal – Wales | Portugal – Wales | Portugal – Wales                                                                                               | Portugal – Wales                                                                                               | Portugal – Wales                                                                                               | Portugal – Wales                                                                                               | Portugal – Wales | Portugal – Wales | Portugal – Wales | Portugal – Wales | Duitsland – Frankrijk                                                                                       | Duitsland – Frankrijk                                                                                       | Duitsland – Frankrijk                                                                                       | Duitsland – Frankrijk                                                                                       | Duitsland – Frankrijk                                                                              | Duitsland – Frankrijk                                                                              | Duitsland – Frankrijk                                                                              | Duitsland – Frankrijk                                                                              | Duitsland – Frankrijk | Duitsland – Frankrijk | Duitsland – Frankrijk | Duitsland – Frankrijk |
| Finale | | | | | | | | | | | | | | | | | | | | | | | |
| Portugal – Frankrijk | | | | | | | | | | | | | | | | | | | | | | | |

FA · A-internationals · Selecties · Bondscoaches · Engels vrouwenelftal · Brits olympisch elftal · Engeland -21 · Engeland -20 · Engeland -19 · Engeland -18 · Engeland -17 · Engeland -16 · Vrouwen -17
1872 – 1899 ·
1900 – 1919 ·
1920 – 1929 ·
1930 – 1939 ·
1940 – 1949 ·
1950 – 1959 ·
1960 – 1969 ·
1970 – 1979 ·
1980 – 1989 ·
1990 – 1999 ·
2000 – 2009 ·
2010 – 2019 ·
2020 − 2029
EK's: 1968 ·
1980 ·
1988 ·
1992 ·
1996 ·
2000 ·
2004 ·
2012 · 
2016 · 
2020 · 
2024
WK's: 1950 ·
1954 ·
1958 ·
1962 ·
1966 ·
1970 ·
1982 ·
1986 ·
1990 ·
1998 ·
2002 ·
2006 ·
2010 ·
2014 ·
2018 · 
2022
Albanië ·
Algerije ·
Andorra ·
Argentinië ·
Australië ·
Azerbeidzjan ·
België ·
Bosnië en Herzegovina ·
Brazilië ·
Bulgarije ·
Canada ·
Chili ·
China ·
Colombia ·
Costa Rica ·
Cyprus ·
Denemarken ·
DDR · 
Duitsland ·
Ecuador ·
Egypte ·
Estland ·
Finland ·
Frankrijk ·
Georgië ·
Ghana ·
GOS ·
Griekenland ·
Honduras ·
Hongarije ·
Ierland ·
IJsland · 
Iran ·
Israël ·
Italië ·
Ivoorkust ·
Jamaica ·
Japan ·
Joegoslavië ·
Kameroen ·
Kazachstan ·
Koeweit ·
Kosovo ·
Kroatië ·
Liechtenstein ·
Litouwen ·
Luxemburg ·
Maleisië ·
Malta ·
Marokko ·
Mexico ·
Moldavië ·
Montenegro ·
Nederland ·
Nieuw-Zeeland ·
Nigeria ·
Noord-Ierland ·
Noord-Macedonië ·
Noorwegen ·
Oekraïne ·
Oostenrijk ·
Panama · 
Paraguay ·
Peru · 
Polen ·
Portugal ·
Roemenië ·
Rusland ·
San Marino · 
Saoedi-Arabië ·
Schotland ·
Senegal ·
Servië ·
Servië en Montenegro · 
Slovenië ·
Slowakije ·
Sovjet-Unie ·
Spanje ·
Trinidad en Tobago ·
Tsjechië ·
Tsjecho-Slowakije ·
Tunesië ·
Turkije ·
Uruguay ·
Verenigde Staten ·
Wales ·
Wit-Rusland ·
Zuid-Afrika ·
Zuid-Korea ·
Zweden ·
Zwitserland
Algerije (2010) · 
Argentinië (1986) · 
Argentinië (1998) · 
Argentinië (2002) · 
België (1990) · 
België (2018, 1) · 
België (2018, 2) · 
Brazilië (2002) · 
Colombia (1998) ·
Colombia (2018) ·
Costa Rica (2014) ·
Denemarken (2002) ·
Denemarken (2021) · 
Duitsland (2000) ·
Duitsland (2010) ·
Duitsland (2021) ·
Ecuador (2006) ·
Egypte (1990) ·
Frankrijk (1982) ·
Frankrijk (2012) ·
Frankrijk (2022) ·
Ierland (1990) · 
IJsland (2016) ·
Italië (1990) · 
Italië (2012) · 
Italië (2014) · 
Italië (2021) · 
Kameroen (1990) · 
Koeweit (1982) · 
Kroatië (2018) ·
Kroatië (2021) · 
Marokko (1986) · 
Nederland (1990) · 
Nigeria (2002) · 
Oekraïne (2012) · 
Oekraïne (2021) ·
Panama (2018) · 
Paraguay (1986) · 
Paraguay (2006) · 
Polen (1986) · 
Portugal (1986) · 
Portugal (2000) · 
Portugal (2006) · 
Roemenië (1998) ·
Roemenië (2000) ·
Rusland (2016) ·
Schotland (2021) ·
Senegal (2022) ·
Slovenië (2010) ·
Slowakije (2016) ·
Spanje (1982) ·
Spanje (2024) ·
Trinidad en Tobago (2006) ·
Tsjechië (2021) ·
Tsjecho-Slowakije (1982) ·
Tunesië (1998) ·
Tunesië (2018) ·
Uruguay (2014) ·
Verenigde Staten (2010) ·
Wales (2016) · 
West-Duitsland (1966) ·
West-Duitsland (1982) ·
West-Duitsland (1990) ·
Zweden (2002) ·
Zweden (2006) · 
Zweden (2012)
RFS · A-internationals · Bondscoaches · Selecties · Statistieken · Russisch vrouwenelftal · Rusland U21 · Rusland U20 · Rusland U19 · Rusland U18 · Rusland U17 · Rusland U16
1912 – 1914 · 
1992 – 1999 · 
2000 – 2009 · 
2010 – 2019 ·
2020 − 2029
EK 1992** · 
EK 1996 · 
EK 2004 · 
EK 2008 · 
EK 2012 · 
EK 2016 · 
EK 2020
WK 1994 · 
WK 1998 · 
WK 2002 · 
WK 2006 · 
WK 2010 · 
WK 2014 · 
WK 2018
OS 1912
1912 · 
1913 · 
1914 · 
1915–1991 · 
1992 · 
1993 · 
1994 · 
1995 · 
1996 · 
1997 · 
1998 · 
1999 · 
2000 · 
2001 · 
2002 · 
2003 · 
2004 · 
2005 · 
2006 · 
2007 · 
2008 · 
2009 · 
2010 · 
2011 · 
2012 · 
2013 · 
2014 · 
2015 · 
2016 · 
2017 · 
2018 ·
2019 ·
2020 ·
2021 ·
2022 ·
2023 ·
2024 ·
2025
Albanië ·
Algerije ·
Andorra · 
Argentinië ·
Armenië · 
Azerbeidzjan · 
België ·
Bolivia · 
Brazilië ·
Brunei ·
Bulgarije · 
Chili ·
Costa Rica ·
Cuba ·
Cyprus · 
Denemarken · 
Duitsland · 
Egypte ·
Engeland ·
El Salvador ·
Estland · 
Faeröer · 
 Finland · 
Frankrijk · 
Georgië · 
Ghana ·
Grenada ·
Griekenland · 
Hongarije ·
Ierland ·
IJsland ·
Irak ·
Iran ·
Israël · 
Italië ·
Ivoorkust ·
Japan ·
Joegoslavië ·
Kameroen ·
Kazachstan ·
Kenia ·
Kirgizië ·
Kroatië · 
Letland · 
Liechtenstein · 
Litouwen · 
Luxemburg ·  
Malta ·
Marokko · 
Mexico · 
Moldavië · 
Montenegro · 
Nederland · 
Nieuw-Zeeland ·
Noord-Ierland · 
Noord-Macedonië ·
Noorwegen · 
Oekraïne · 
Oezbekistan ·
Oostenrijk · 
Polen ·
Portugal ·
Qatar · 
Roemenië · 
San Marino · 
Saoedi-Arabië · 
Schotland · 
Servië · 
Slovenië · 
Slowakije · 
Spanje · 
Syrië ·
Tadzjikistan ·
Tsjechië · 
Tunesië ·
Turkije ·
Uruguay · 
Verenigde Arabische Emiraten · 
Verenigde Staten ·
Vietnam  ·
Wales · 
Wit-Rusland ·
Zuid-Korea · 
Zweden · 
Zwitserland
Algerije (2014) · 
België (2014) · 
België (2021) · 
Denemarken (2021) ·
Egypte (2018) ·
Engeland (2016) ·
Finland (2021) ·
Griekenland (2008) ·
Griekenland (2012) ·
Kroatië (2018) ·
Nederland (2008) ·
Polen (2012) ·
Saoedi-Arabië (2018) ·
Slowakije (2016) ·
Spanje (2008, groepsfase) ·
Spanje (2008, halve finale) ·
Spanje (2018) ·
Tsjechië (2012) ·
Uruguay (2018) ·
Wales (2016) ·
Zuid-Korea (2014) ·
Zweden (2008)
** = Onder de naam Gemenebest van Onafhankelijke Staten